# Joël Le Moigné
Joël Le Moigné est un réalisateur français né le 3 août 1938 dans le 19e arrondissement de Paris, ville où il est mort le 25 septembre 1999 dans le 12e arrondissement.

## Filmographie

### Assistant réalisateur
- 1963-1966 : Thierry la Fronde de Joseph Drimal,  (assistant réalisateur) de 52 épisodes
- 1975 : Quand la ville s'éveille de Pierre Grasset (assistant réalisateur)

### Réalisateur
- 1967 : Les Poneyttes
- 1981 : Les Filles de Grenoble